# Ibias
Ibias – gmina w Hiszpanii, w prowincji Asturia, w Asturii, o powierzchni 333,29 km². W 2011 roku gmina liczyła 1634 mieszkańców.